# The Bitter Tea of General Yen
The Bitter Tea of General Yen (bra O Último Chá do General Yen) é um filme norte-americano de 1933 dirigido por Frank Capra.

## Sinopse
Em meio à guerra civil chinesa, Megan Davis (Barbara Stanwyck), uma missionária norte-americana, viajou a Xangai, durante a Guerra Civil Chinesa, para se casar com seu amigo de infância, o missionário Dr. Robert Strife. Separados durante um ataque, Megan é levada como prisioneira pelo comandante militar local, General Yen (Nils Asther), que, intrigado por sua inocência e força, a leva para seu palácio de verão. Megan, a princípio, sente repulsa pelo comportamento bárbaro do seu capturador, mas logo percebe que por trás da crueldade de Yen existe a alma de um poeta e filósofo. E conforme a guerra explode ainda mais ao redor deles, estes dois estranhos acabam envolvidos em uma perigosa teia de desejo, traição e amor impossível. 

## Elenco principal
- Barbara Stanwyck   ...  Megan
- Nils Asther        ...  General Yen
- Toshia Mori        ...  Mah-Li
- Walter Connolly    ...  Jones
- Gavin Gordon       ...  Bob
- Lucien Littlefield ...  Mr. Jacobson